# Valentibus
Le Valentibus est un cours d'eau saisonnier du Sud de la France situé à l'est du département de l'Hérault. Il constitue l'affluent principal du Bérange dans la région Occitanie.

## Géographie
D'une longueur de 6,1 kilomètres, le Valentibus coule entièrement dans la région naturelle du Montpelliérain en prenant une direction globale Nord-Ouest Sud-Est. Il prend sa source à 123 mètres d'altitude sur la commune de Saint-Drézéry (commune qu'il traverse) à proximité du domaine viticole de Puech Haut appartenant à l'AOC Saint-Drézéry.
Il se jette dans le Bérange à 40 mètres d'altitude aux confins des communes de Castries, Saint-Geniès (deux communes tangentées par le cours d'eau) et Sussargues (commune traversée par le cours d'eau), juste après avoir été enjambé par la RD 610 par un pont commun avec le Bérange.
Il traverse deux paysages typiques de l'arrière-pays Montpelliérain : les Garrigues, formation végétale caractéristique des régions méditerranéennes et les vignobles languedociens.
Souvent à sec, il peut vite gonfler lors d'épisodes orageux et devenir dangereux (il est responsable d'une noyade le 29 octobre 1987).

## Hydrologie
Il possède deux affluents répertoriés: le ruisseau des Riaux et le ruisseau des Garattes.

## Étymologie
Nom isolé, que l'on ne retrouve nulle part ailleurs. Pourrait venir de l'association de l'adjectif occitan "valent" (signifiant "vaillant") et du suffixe "ibus" (connotation ironique).
Sachant que ce ruisseau est souvent à sec ou avec juste un mince filet d'eau, on le désignerait ainsi comme vaillant mais de manière ironique.
Dans une délibération du conseil municipal du 6 février 1791, il est nommé "Vevantibus".